# Медаль «В память 25-летия церковно-приходских школ»
Медаль «В память 25-летия церковно-приходских школ» — государственная награда, юбилейная медаль Российской империи.

## Основные сведения
Медаль «В память 25-летия церковно-приходских школ» — юбилейная медаль Российской империи для награждения лиц, имевших отношение к деятельности церковно-приходских школ. Учреждена 29 мая 1909 года по указу императора Николая II согласно определению Святейшего Синода. Медаль ознаменовала наступившее 13 июня 1909 года 25-летие вышедших по указу Александра III правил о церковно-приходских школах, восстанавливавших церковные школы.

## Порядок вручения
Награждались лица обоего пола. Порядок награждения был утверждён при учреждении медали и расширен указом Николая II 19 февраля 1910 года. Право на ношение медали предоставлялось следующим категориям граждан:
Состоявшим на службе к дате 13 июня 1909 года:
Всем членам Святейшего Синода и лицам, постоянно присутствовавших на его заседаниях.
- Всем членам училищного совета при Святейшем Синоде, членам состоящих при училищном совете учреждений: статистического отдела, издательской комиссии и книжного склада.
- Всем членам учебного и техническо-строительного комитетов, хозяйственного управления при Святейшем Синоде, синодальных типографий, членам и прокурорам контор Святейшего Синода.
- Всем членам и секретарям духовных консисторий.
- Всем членам и делопроизводителям духовного управления при протопресвитере морского и военного духовенства и управления придворного духовенства.
- Всем членам и делопроизводителям епархиальных Училищных Советов и их уездных отделений.
- Наблюдателям церковных школ и их помощникам, в том числе епархиальным, окружным и уездным наблюдателям.
- Ректорам духовных семинарий, настоятелям монастырей и общин, начальникам женских училищ при которых есть церковные школы.
- Попечителям церковных школ.
- Врачам, заведующим, учителям в церковных школах.

Также награждались лица, проработавшие на церковно-школьной службе не меньше 10 лет, но не работающие там к 13 июня 1909 года.

## Описание медали
Медаль сделана из серебра. Диаметр 28 мм. На лицевой стороне медали изображены портреты Александра III и Николая II в профиль, под императорской короной. С краю дугой надписи: «ИМП.АЛЕКСАНДРЪ III», «ИМП.НИКОЛАЙ II». На оборотной стороне изображён патриарший православный крест на фоне круга, от креста и круга исходит сияние. Под крестом изображён раскрытый букварь с кириллическими буквами. По бокам от букваря даты: «1884» и «1909». Медаль была изготовлена по заказу Священного Синода на частной фабрике «Эдуард», а не на Санкт-Петербургском монетном дворе. Производство медалей на частной фирме было дешевле.
Известны также фрачные варианты медалей.

## Порядок ношения
Медаль имела ушко для крепления к колодке или ленте. Носить медаль следовало на груди. Лента медали — комбинированная Александровско-Владимирская.

## Изображение медалей
- Лента